# ジャスト・ア・ソング (ビフォー・アイ・ゴー)
「ジャスト・ア・ソング（ビフォー・アイ・ゴー）」（Just a Song Before I Go）は、1977年のアルバム『CSN』に収録されたクロスビー、スティルス＆ナッシュの楽曲。シングルとしてもリリースされ、1977年827日と9月3日の2週連続でビルボード・ホット100で7位を記録し、バンド最高のヒット曲となった。また、この曲はバンドで最も短い曲のひとつであり、演奏時間はわずか2分14秒である。カナダでは10位を記録した。

## 解説
この曲は、グラハム・ナッシュがコンサート・ツアーに出る前に愛する人を置き去りにすることについて書いたものだ。この曲は、ナッシュとレスリー・モリスがハワイで友人の家に滞在している間にピアノに向かって20分ほどで書かれた。ナッシュはロサンゼルスの自宅に戻るため、空港まで少し時間があった。売人はナッシュに、「あんたは大物ソングライターなんだから、帰る間際に曲なんか書けないだろうね 」というようなことを言った。ナッシュがディーラーに賭け金を尋ねると、彼は500ドルと答えた。2016年2月25日、『ザ・レイト・ショー・ウィズ・スティーヴン・コルバート』のインタビューで、ナッシュはその500ドルをまだ持っていると述べた。この曲は間一髪のところで生まれた。というのも、間近に迫ったハリケーンが島を大混乱に陥れようとしていたからだ。
ビルボード誌は「催眠術のように落ち着くオーケストレーション」とヴォーカル・ハーモニーを賞賛した。キャッシュ・ボックス誌は、「紛れもないヴォーカルのブレンドとスティーヴン・スティルスの滑らかなエレクトリック・ギターがここにある」と述べ、メロディーを 「優しい 」と評した  レコード・ワールド誌は、この曲を 「夢のような雰囲気を持つ、静かでメロディアスな曲 」と評した。
クロスビー、スティルス＆ナッシュは「ジャスト・ア・ソング (ビフォー・アイ・ゴー)」をストレートなバラードとしてアレンジし、スティーヴン・スティルスの2本のエレクトリック・ギター・ソロを軸に、ほとんどがアコースティックなテクスチャーで構成されている。

## メンバー
- デヴィッド・クロスビー – ヴォーカル、アコースティック・ギター
- スティーヴン・スティルス – ヴォーカル、エレクトリック・ギター
- グラハム・ナッシュ – ヴォーカル、ピアノ

### 参加ミュージシャン
- ジョー・ヴィターレ – エレクトリック・ピアノ
- ティム・ドラモンド - ベース・ギター
- ラス・カンケル – ドラム、パーカッション